# Cirse érisithalès
Cirsium erisithales
Espèce
Le Cirse glutineux, Cirse érisithale ou Cirse érisithalès (Cirsium erisithales) est une espèce de plante à fleurs de la famille des Asteraceae.

## Description
Le Cirse érisithalès est une plante vivace mesurant de 50 à 150 cm à tiges dressées, presque glabres, et aux feuilles peu nombreuses, embrassantes, découpées en lobes dentés et couverts de cils. Les fleurs sont jaune citron en capitules penchés de 3 cm de diamètre, solitaires ou groupées (jusqu'à 5).

## Habitat et répartition

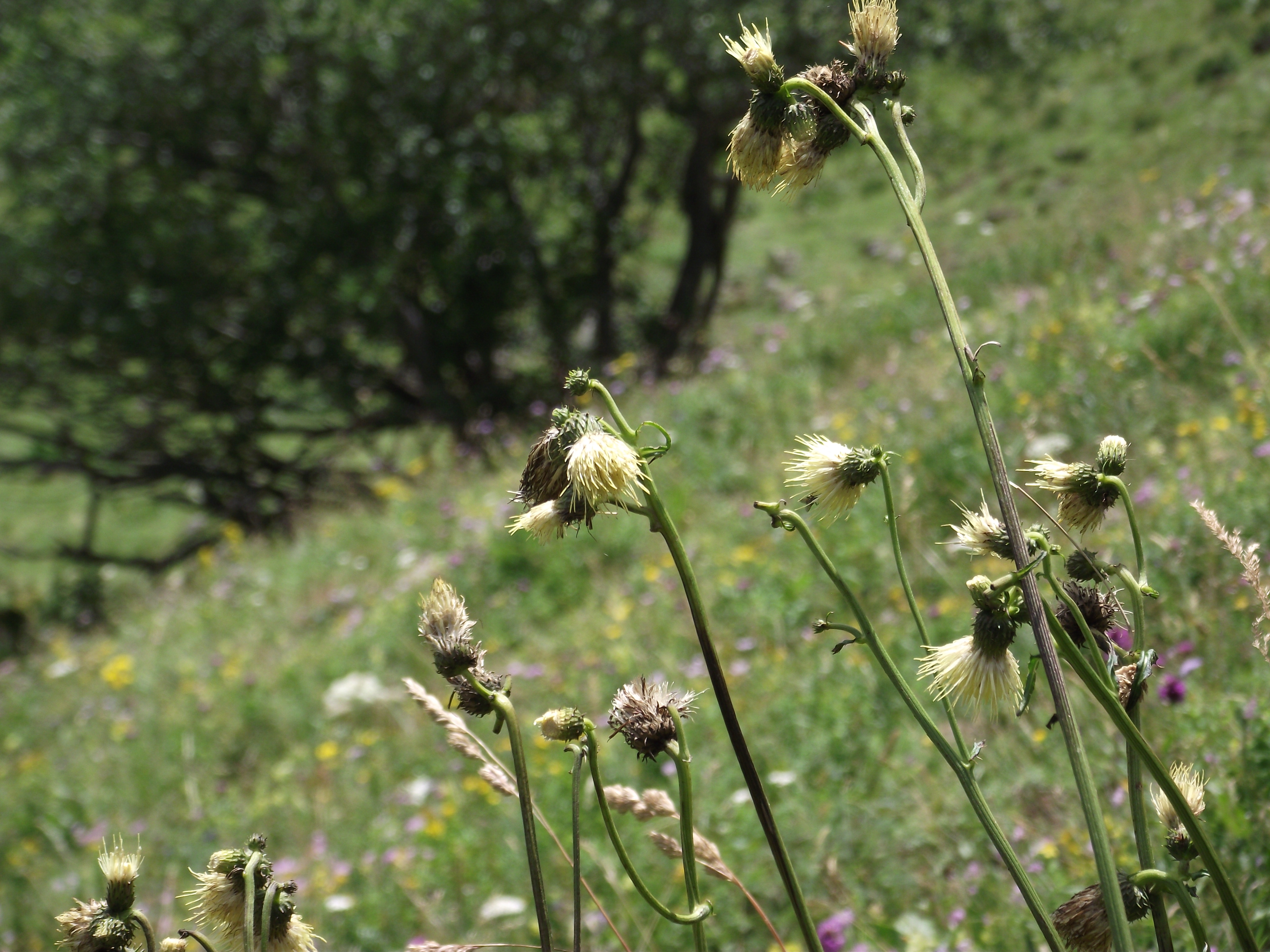
Cirsium érisithalès dans les monts du Cantal sur les pentes du puy Mary.

C'est une plante montagnarde peu fréquente en Europe. Elle affectionne les bois frais (hêtraies), les pentes rocailleuses, les prairies, les bords des eaux. Elle préfère les sols calcaires ou basaltiques.
Elle croît dans les massifs montagneux suivants : Jura, Bugey, Massif central, Alpes maritimes, Alpes suisses et autrichiennes, Dolomites, Tatras. Dans les secteurs des Alpes où elle est présente, on peut la trouver entre 400 et 2 000 m.
En France, cette espèce est particulièrement bien représentée dans les zones volcaniques du Massif central (Monts Dore,Cantal, Aubrac).